# Æthelmund

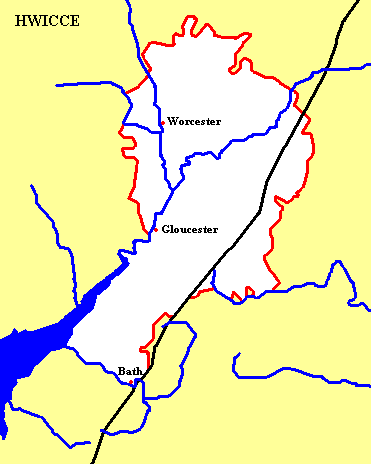
Hwicce zur Zeit Æthelmunds

Æthelmund (auch Aethelmund, Æðelmund, Æþelmund, Athelmund, Ethelmund, Eþelmund etc.; † 802) war Ealdorman der Hwicce. Die Identität des in den verschiedenen Urkunden genannten Æthelmund ist nicht zweifelsfrei gesichert, jedoch sehr wahrscheinlich.

## Leben
Æthelmunds Vater Ingeld war zur Zeit König Æthelbalds (716–757) von Mercia dux et præfectus (Ealdorman) der Hwicce. Æthelmund war mit Ceolburg († 807) verheiratet, mit der er den Sohn Æthelric hatte.
Die älteste Quelle zu Æthelmund ist die Charta S58 aus dem Jahr 767, mit der ihm der regulus (Unterkönig) Uhtred (755–nach 779) als „treuen Helfer“ (minister) Ländereien bei Eastun (Aston in Worcestershire) auf Lebenszeit übertrug. Im Jahr 770 wurde die Belehnung auf zwei Generationen von Erben ausgedehnt, bevor die Ländereien an die Kirche von Worcester zurückfallen sollten.
Nachdem das Königtum der Hwicce um 780 erloschen und das Reich von Mercia absorbiert worden war, wurde Æthelmund der erste Ealdorman der neuen mercischen Provinz. Um 793/796 erhielt Æthelmund große Ländereien bei Uuestburg (Westbury-on-Trym bei Bristol, Gloucestershire) von Offa (757–796) von Mercia, die darüber hinaus sogar weitgehend von Abgaben an den König befreit waren. Auch Offas Sohn und Nachfolger Ecgfrith (787–796), der ihn als princeps („Fürst“) und præfectus titulierte, gewährte ihm Geschenke. Auch am Hof des Königs Cenwulf (796–821) genoss Æthelmund hohes Ansehen: Auf Urkunden dieser Zeit, die er als Zeuge unterschrieb, führte er den Titel dux (etwa „Herzog“).
Die Angelsächsische Chronik berichtet, dass im Jahr 802 „Beorhtric und der Ealdorman Worr starben und Ecgberht auf den Thron folgte“. Zur selben Zeit überschritt der Ealdorman Æthelmund von Hwicce bei Kempsford (Gloucestershire) die Themse, wurde aber vom westsächsischen Ealdorman Wiohstan und dessen Aufgebot aus Wiltshire in einer Schlacht besiegt und fiel. Ob das von Mercia abhängige Hwicce auf der Seite von Beorhtric in die Kämpfe um den westsächsischen Thron eingriff oder eigennützig die Wirren in Wessex nutzen wollte, bleibt Spekulation. Nachfolger als Ealdorman wurde sein Sohn Æthelric. Seine Witwe Ceolburg wurde Äbtissin des Klosters in Berkeley (Gloucestershire).